# Hermitovská matice

Hermitovská matice má na hlavní diagonále reálná čísla, zapsána zeleně, a symetricky umístěné dvojice jsou komplexně sdružené. Opačné komplexní složky jsou zapsány oranžově.

Hermitovská matice, též samosdružená matice, hermitovsky souměrná matice je v matematice čtvercová matice s prvky z oboru komplexních čísel, která má všechny prvky na hlavní diagonále reálné a všechny dvojice prvků umístěné symetricky podle hlavní diagonály navzájem komplexně sdružené. Reálné hermitovské matice jsou symetrické. Hermitovské matice jsou zobecněním reálných symetrických matic do oboru komplexních čísel tak, aby zůstala zachována řada speciálních vlastností. Hermitovská matice je vždy normální, má všechna vlastní čísla reálná a vždy ji lze unitárně diagonalizovat. Hermitovské matice, jejichž všechna vlastní čísla jsou kladná, tvoří množinu pozitivně definitních matic. 
Hermitovské matice se používají v lineární algebře k popisu hermitovských seskvilineárních forem. Matice zobrazení komplexního samoadjungovaného operátoru vzhledem k ortonormální bázi je hermitovská. Soustavy lineárních rovnic s hermitovskou maticí soustavy lze řešit efektivně a zároveň numericky stabilně. Hermitovské matice se také používají v ortogonálních projekcích a při polárním rozkladu matic. Hermitovské matice mají aplikace mimo v kvantové mechanice .
Hermitovské matice jsou pojmenovány po francouzském matematikovi Charlesi Hermiteovi (1822–1901), který roku 1855 dokázal, že podobně jako reálné symetrické matice mají reálná vlastní čísla. 

## Definice
Komplexní čtvercová matice {\displaystyle {\boldsymbol {A}}} řádu {\displaystyle n} se nazývá hermitovská pokud pro všechna {\displaystyle i,j\in \{1,\dots ,n\}} platí:
{\displaystyle a_{i,j}={\overline {a_{j,i}}}}
přičemž pruh značí komplexně sdružené číslo.
Stejnou podmínku lze vyjádřit tak, že se matice shoduje se svou hermitovskou transpozicí: {\displaystyle {\boldsymbol {A}}={\boldsymbol {A}}^{\mathsf {H}}}, nebo také tak, že k ní komplexně sdružená matice rovna matici k ní transponované {\displaystyle {\overline {\boldsymbol {A}}}={\boldsymbol {A}}^{\mathsf {T}}}.
Hermitovská transpozice {\displaystyle {\boldsymbol {A}}^{\mathsf {H}}} se v literatuře značí též  {\displaystyle {\boldsymbol {A}}^{\dagger }} nebo v kvantové mechanice i {\displaystyle {\boldsymbol {A}}^{\ast }}, i když symbol {\displaystyle {\boldsymbol {A}}^{\ast }}může značit také komplexně sdruženou matici {\displaystyle {\overline {\boldsymbol {A}}}}.

### Ukázky
Komplexní matice 
{\displaystyle {\begin{pmatrix}3&2+\mathrm {i} \\2-\mathrm {i} &1\end{pmatrix}}}
je hermitovská, protože prvky na diagonále jsou reálné: {\displaystyle a_{1,1}=3} a {\displaystyle a_{2,2}=1}; a prvky mimo diagonálu jsou navzájem komplexně sdružené: {\displaystyle a_{1,2}=2+\mathrm {i} ={\overline {2-\mathrm {i} }}={\overline {a_{2,1}}}}. (Symbol {\displaystyle \mathrm {i} ={\sqrt {-1}}} značí imaginární jednotku.)
Lze též ověřit, že uvedená matice je rovna své hermitovské transpozici:
{\displaystyle {\boldsymbol {A}}={\begin{pmatrix}3&2+\mathrm {i} \\2-\mathrm {i} &1\end{pmatrix}}={\begin{pmatrix}3&{\overline {2-\mathrm {i} }}\\{\overline {2+\mathrm {i} }}&1\end{pmatrix}}={\overline {\begin{pmatrix}3&2-\mathrm {i} \\2+\mathrm {i} &1\end{pmatrix}}}={\overline {{\boldsymbol {A}}^{\mathsf {T}}}}={\boldsymbol {A}}^{\mathsf {H}}}
Dalšími konkrétními ukázkami hermitovských matic jsou:
{\displaystyle {\begin{pmatrix}2\end{pmatrix}},\quad {\begin{pmatrix}1&\mathrm {i} \\-\mathrm {i} &1\end{pmatrix}},\quad {\begin{pmatrix}1&3-\mathrm {i} &4\\3+\mathrm {i} &-2&-6+\mathrm {i} \\4&-6-\mathrm {i} &5\end{pmatrix}}}
a také Pauliho matice:
{\displaystyle \sigma _{1}={\begin{pmatrix}0&1\\1&0\end{pmatrix}},\quad \sigma _{2}={\begin{pmatrix}0&-\mathrm {i} \\\mathrm {i} &0\end{pmatrix}},\quad \sigma _{3}={\begin{pmatrix}1&0\\0&-1\end{pmatrix}}}
Hermitovské matice řádu 2, 3 a 4 mají obecně strukturu:
{\displaystyle {\begin{pmatrix}a&{\bar {b}}\\b&c\end{pmatrix}},\quad {\begin{pmatrix}a&{\bar {b}}&{\bar {d}}\\b&c&{\bar {e}}\\d&e&f\end{pmatrix}},\quad {\begin{pmatrix}a&{\bar {b}}&{\bar {d}}&{\bar {g}}\\b&c&{\bar {e}}&{\bar {h}}\\d&e&f&{\bar {i}}\\g&h&i&j\end{pmatrix}}}
kde čísla {\displaystyle a,c,f} a {\displaystyle j} na hlavní diagonále jsou reálná.

### Alternativní charakterizace
Hermitovské matice lze charakterizovat dalšími způsoby, například:

#### Reálná hodnota kvadratické formy
Čtvercová matice {\displaystyle {\boldsymbol {A}}} řádu {\displaystyle n} je hermitovská, právě když pro všechna {\displaystyle {\boldsymbol {v}}\in \mathbb {C} ^{n}} platí: {\displaystyle {\boldsymbol {v}}^{\mathsf {H}}{\boldsymbol {Av}}\in \mathbb {R} }.

#### Spektrální vlastnosti
Čtvercová matice {\displaystyle {\boldsymbol {A}}} je hermitovská, právě když je unitárně diagonalizovatelná a má všechna vlastní čísla reálná.

#### Shoda se sdruženým operátorem
Čtvercová matice {\displaystyle {\boldsymbol {A}}}  řádu {\displaystyle n} je hermitovská, právě když se shoduje se svým sdruženým operátorem, neboli pro libovolnou dvojici vektorů {\displaystyle {\boldsymbol {v}},{\boldsymbol {w}}\in \mathbb {C} ^{n}} platí {\displaystyle \langle {\boldsymbol {Au}}|{\boldsymbol {v}}\rangle =\langle {\boldsymbol {u}}|{\boldsymbol {Av}}\rangle }, přičemž {\displaystyle \langle \cdot |\cdot \rangle } značí operaci skalárního součinu:
{\displaystyle \langle {\boldsymbol {Au}}|{\boldsymbol {v}}\rangle =({\boldsymbol {Au}})^{\mathsf {H}}{\boldsymbol {v}}={\boldsymbol {u}}^{\mathsf {H}}{\boldsymbol {A}}^{\mathsf {H}}{\boldsymbol {v}}={\boldsymbol {u}}^{\mathsf {H}}{\boldsymbol {Av}}=\langle {\boldsymbol {u}}|{\boldsymbol {Av}}\rangle }
Uvedeným způsobem je definován obecnější koncept samoadjungovaného operátoru.

## Algebraické vlastnosti

### Prvky
Reálné hermitovské matice jsou symetrické.
Diagonální prvky hermitovské matice jsou vždy komplexně sdružené samy se sebou, a proto jsou reálné:
{\displaystyle a_{i,i}={\overline {a_{i,i}}}}
Matice tvořená reálnými složkami prvků hermitovské matice je vždy symetrická, protože
{\displaystyle \mathrm {Re} (a_{i,j})=\mathrm {Re} (a_{j,i})} ,
a matice z imaginárních složek prvků hermitovské matice je vždy antisymetrická, protože
{\displaystyle \mathrm {Im} (a_{i,j})=-\mathrm {Im} (a_{j,i})} .
Každou hermitovskou matici lze jednoznačně charakterizovat pomocí {\displaystyle n+{\frac {n(n-1)}{2}}+{\frac {n(n-1)}{2}}=n^{2}} reálných čísel. Pro srovnání, obecná komplexní matice řádu {\displaystyle n} je určena pomocí {\displaystyle 2n^{2}} reálných čísel, čili dvojnásobným množstvím.

### Součet
Součet {\displaystyle {\boldsymbol {A}}+{\boldsymbol {B}}} dvou hermitovských matic {\displaystyle {\boldsymbol {A}},{\boldsymbol {B}}\in \mathbb {C} ^{n\times n}} je vždy hermitovský, protože
{\displaystyle ({\boldsymbol {A}}+{\boldsymbol {B}})^{\mathsf {H}}={\boldsymbol {A}}^{\mathsf {H}}+{\boldsymbol {B}}^{\mathsf {H}}={\boldsymbol {A}}+{\boldsymbol {B}}} .
Libovolnou komplexní čtvercovou matici {\displaystyle {\boldsymbol {M}}\in \mathbb {C} ^{n\times n}} lze jednoznačně rozložit na součet {\displaystyle {\boldsymbol {M}}={\boldsymbol {A}}+{\boldsymbol {B}}} hermitovské matice {\displaystyle {\boldsymbol {A}}} a antihermitovské matice {\displaystyle {\boldsymbol {B}}} (splňující {\displaystyle {\boldsymbol {B}}=-{\boldsymbol {B}}^{\mathsf {H}}}) podle předpisu:
{\displaystyle {\boldsymbol {A}}={\frac {1}{2}}({\boldsymbol {M}}+{\boldsymbol {M}}^{\mathsf {H}})} a {\displaystyle {\boldsymbol {B}}={\frac {1}{2}}({\boldsymbol {M}}-{\boldsymbol {M}}^{\mathsf {H}})}

### Skalární násobek
Skalární násobek {\displaystyle c{\boldsymbol {A}}} hermitovské matice {\displaystyle {\boldsymbol {A}}} skalárem {\displaystyle c\in \mathbb {C} } je hermitovský, jen když je skalár {\displaystyle c} reálný, protože pak platí:
{\displaystyle (c{\boldsymbol {A}})^{\mathsf {H}}={\bar {c}}{\boldsymbol {A}}^{\mathsf {H}}=c{\boldsymbol {A}}} .
Když je {\displaystyle c} je čistě imaginární, pak je součin je {\displaystyle c{\boldsymbol {A}}} antihermitovský. 
Nad tělesem {\displaystyle \mathbb {C} } komplexních čísel proto hermitovské matice netvoří vektorový podprostor vektorového prostoru komplexních čtvercových matic. Hermitovské matice tvoří podprostor, pouze je-li brán jako prostor nad reálnými čísly {\displaystyle \mathbb {R} }. Jeho dimenze je {\displaystyle n^{2}}, a jeho standardní bázi tvoří matice {\displaystyle {\boldsymbol {E}}_{i,i}},  {\displaystyle {\boldsymbol {E}}_{i,j}+{\boldsymbol {E}}_{j,i}} a {\displaystyle \mathrm {i} ({\boldsymbol {E}}_{i,j}-{\boldsymbol {E}}_{j,i})} pro {\displaystyle i,j\in \{1,\dots ,n\}}. (Matice {\displaystyle {\boldsymbol {E}}_{i,j}} tvoří jednička na pozici {\displaystyle i,j} a jinak samé nuly.) V prostoru hermitovských matic tvoří reálné symetrické matice vektorový podprostor.

### Součin
Součin dvou hermitovských matic {\displaystyle {\boldsymbol {A}}} a {\displaystyle {\boldsymbol {B}}} je hermitovský, právě když komutuje: {\displaystyle {\boldsymbol {A}}{\boldsymbol {B}}={\boldsymbol {B}}{\boldsymbol {A}}}, protože pak platí:
{\displaystyle ({\boldsymbol {A}}{\boldsymbol {B}})^{\mathsf {H}}={\boldsymbol {B}}^{\mathsf {H}}{\boldsymbol {A}}^{\mathsf {H}}={\boldsymbol {B}}{\boldsymbol {A}}={\boldsymbol {A}}{\boldsymbol {B}}}.
Libovolná mocnina {\displaystyle {\boldsymbol {A}}^{n}} je hermitovská, právě když {\displaystyle {\boldsymbol {A}}} je hermitovská a totéž platí i pro maticovou exponenciálu {\displaystyle e^{\boldsymbol {A}}} .
Pro každou komplexní matici {\displaystyle {\boldsymbol {M}}\in \mathbb {C} ^{m\times n}} je součin {\displaystyle {\boldsymbol {MM}}^{\mathsf {H}}\in \mathbb {C} ^{m\times m}} i součin {\displaystyle {\boldsymbol {M}}^{\mathsf {H}}{\boldsymbol {M}}\in \mathbb {C} ^{n\times n}} hermitovský.
Jsou-li {\displaystyle {\boldsymbol {A}}} a {\displaystyle {\boldsymbol {B}}} hermitovské matice stejného řádu, součin {\displaystyle {\boldsymbol {ABA}}} je také hermitovský, protože:
{\displaystyle ({\boldsymbol {ABA}})^{\mathsf {H}}=({\boldsymbol {A}}({\boldsymbol {BA}}))^{\mathsf {H}}=({\boldsymbol {BA}})^{\mathsf {H}}{\boldsymbol {A}}^{\mathsf {H}}={\boldsymbol {A}}^{\mathsf {H}}{\boldsymbol {B}}^{\mathsf {H}}{\boldsymbol {A}}^{\mathsf {H}}={\boldsymbol {ABA}}}
Pro libovolný komplexní vektor {\displaystyle {\boldsymbol {v}}\in \mathbb {C} ^{n}} a hermitovskou matici {\displaystyle {\boldsymbol {A}}} řádu {\displaystyle {\boldsymbol {n}}} je hodnota součinu {\displaystyle {\boldsymbol {v}}^{\mathsf {H}}{\boldsymbol {Av}}} reálné číslo, protože:
{\displaystyle {\overline {{\boldsymbol {v}}^{\mathsf {H}}{\boldsymbol {Av}}}}=\left({\boldsymbol {v}}^{\mathsf {H}}{\boldsymbol {Av}}\right)^{\mathsf {H}}={\boldsymbol {v}}^{\mathsf {H}}{\boldsymbol {A}}^{\mathsf {H}}({\boldsymbol {v}}^{\mathsf {H}})^{\mathsf {H}}={\boldsymbol {v}}^{\mathsf {H}}{\boldsymbol {Av}}}
Uvedený vztah je významný v kvantové fyzice, kde se hermitovské matice využívají jako operátory, jejichž prostřednictvím se určují některé veličiny zkoumaného systému, např. totální spin, a tyto veličiny mají být reálné.

### Normalita
Hermitovská matice {\displaystyle {\boldsymbol {A}}\in \mathbb {C} ^{n\times n}} je vždy normální, protože platí
{\displaystyle {\boldsymbol {A}}^{\mathsf {H}}{\boldsymbol {A}}={\boldsymbol {A}}{\boldsymbol {A}}={\boldsymbol {A}}{\boldsymbol {A}}^{\mathsf {H}}} .
Každá hermitovská matice komutuje v součinu se svou hermitovskou transpozicí. Některé normální matice však nejsou hermitovské, například antihermitovské matice.

### Kongruence
Každá komplexní matice {\displaystyle {\boldsymbol {B}}\in \mathbb {C} ^{n\times n}}, která je kongruentní hermitovské matici {\displaystyle {\boldsymbol {A}}\in \mathbb {C} ^{n\times n}} je též hermitovská, protože platí:
{\displaystyle {\boldsymbol {B}}^{\mathsf {H}}=({\boldsymbol {S}}^{\mathsf {H}}{\boldsymbol {AS}})^{\mathsf {H}}={\boldsymbol {S}}^{\mathsf {H}}{\boldsymbol {A}}^{\mathsf {H}}{\boldsymbol {S}}={\boldsymbol {S}}^{\mathsf {H}}{\boldsymbol {AS}}={\boldsymbol {B}}} ,
kde {\displaystyle {\boldsymbol {S}}\in \mathbb {C} ^{n\times n}} je příslušná transformační matice. Avšak matice, které jsou podobné hermitovské matici, nemusejí být nutně také hermitovské.

### Inverze
Je-li {\displaystyle {\boldsymbol {A}}^{-1}} matice inverzní k regulární hermitovské matici {\displaystyle {\boldsymbol {A}}}, potom ze vztahu {\displaystyle {\boldsymbol {A}}^{-1}{\boldsymbol {A}}=\mathbf {I} ,} vyplývá: 
{\displaystyle \mathbf {I} =\mathbf {I} ^{\mathsf {H}}=\left({\boldsymbol {A}}^{-1}{\boldsymbol {A}}\right)^{\mathsf {H}}={\boldsymbol {A}}^{\mathsf {H}}\left({\boldsymbol {A}}^{-1}\right)^{\mathsf {H}}={\boldsymbol {A}}\left({\boldsymbol {A}}^{-1}\right)^{\mathsf {H}}}
Matice {\displaystyle {\boldsymbol {A}}^{-1}} je hermitovská, protože z uvedeného vyplývá:
{\displaystyle ({\boldsymbol {A}}^{-1})^{\mathsf {H}}={\boldsymbol {A}}^{-1}}
V důsledku má regulární hermitovská matice {\displaystyle {\boldsymbol {A}}} všechny celočíselné mocniny {\displaystyle {\boldsymbol {A}}^{k}} hermitovské.
U regulárních komplexních matice komutuje inverze s hermitovskou transpozicí, protože:
{\displaystyle ({\boldsymbol {A}}^{-1})^{\mathsf {H}}={\boldsymbol {A}}^{-1}=({\boldsymbol {A}}^{\mathsf {H}})^{-1}}

## Spektrální vlastnosti

### Vlastní čísla
Vlastní čísla hermitovské matice {\displaystyle {\boldsymbol {A}}}, neboli řešení rovnice {\displaystyle {\boldsymbol {Ax}}=\lambda {\boldsymbol {x}}}, jsou vždy reálná. Je-li {\displaystyle \lambda \in \mathbb {C} } komplexní vlastní číslo matice {\displaystyle {\boldsymbol {A}}\in \mathbb {C} ^{n\times n}} příslušné nenulovému vlastnímu vektoru {\displaystyle {\boldsymbol {x}}\in \mathbb {C} ^{n}}, potom pro něj platí:
{\displaystyle \lambda {\boldsymbol {x}}^{\mathsf {H}}{\boldsymbol {x}}={\boldsymbol {x}}^{\mathsf {H}}(\lambda {\boldsymbol {x}})={\boldsymbol {x}}^{\mathsf {H}}{\boldsymbol {Ax}}={\boldsymbol {x}}^{\mathsf {H}}{\boldsymbol {A}}^{\mathsf {H}}{\boldsymbol {x}}=({\boldsymbol {Ax}})^{\mathsf {H}}{\boldsymbol {x}}=(\lambda {\boldsymbol {x}})^{\mathsf {H}}{\boldsymbol {x}}={\bar {\lambda }}{\boldsymbol {x}}^{\mathsf {H}}{\boldsymbol {x}}}
Pro {\displaystyle {\boldsymbol {x}}\neq \mathbf {0} } je nenulový člen {\displaystyle {\boldsymbol {x}}^{\mathsf {H}}{\boldsymbol {x}}=\langle {\boldsymbol {x}}|{\boldsymbol {x}}\rangle \neq 0}. V důsledku platí {\displaystyle \lambda ={\bar {\lambda }}}, neboli vlastní číslo {\displaystyle \lambda } je reálné.

### Násobnosti
Každé vlastní číslo hermitovské matice má shodnou algebraickou a geometrickou násobnost. Je-li {\displaystyle \lambda } vlastní číslo matice {\displaystyle {\boldsymbol {A}}\in \mathbb {C} ^{n\times n}} geometrické násobnosti {\displaystyle m}, potom lze nalézt ortonormální bázi {\displaystyle \{{\boldsymbol {x}}_{1},\ldots ,{\boldsymbol {x}}_{m}\}} prostoru vlastních vektorů příslušných {\displaystyle \lambda }, a doplnit jej vektory {\displaystyle \{{\boldsymbol {x}}_{m+1},\dots ,{\boldsymbol {x}}_{n}\}} na ortonormální bázi celého prostoru {\displaystyle \mathbb {C} ^{n}}. Matice {\displaystyle {\boldsymbol {R}}=({\boldsymbol {x}}_{1}\mid \cdots \mid {\boldsymbol {x}}_{n})} je sestavená z vektorů ortonormální báze a je proto unitární. S její pomocí lze matici {\displaystyle {\boldsymbol {A}}} transformovat na podobnou matici {\displaystyle {\boldsymbol {B}}={\boldsymbol {R}}^{-1}{\boldsymbol {AR}}}. Matice {\displaystyle {\boldsymbol {B}}} je bloková diagonální matice s bloky {\displaystyle \lambda \mathbf {I} \in \mathbb {C} ^{m\times m}} a {\displaystyle {\boldsymbol {C}}\in \mathbb {C} ^{(n-m)\times (n-m)}}:
{\displaystyle {\boldsymbol {B}}={\boldsymbol {R}}^{-1}{\boldsymbol {AR}}={\boldsymbol {R}}^{\mathsf {H}}{\boldsymbol {AR}}=\left({\begin{array}{c|c}\lambda \mathbf {I} &\mathbf {0} \\\hline \mathbf {0} &{\boldsymbol {C}}\end{array}}\right)}
protože pro její prvky {\displaystyle b_{i,j}} s indexy splňujícími {\displaystyle j\leq m} platí vzhledem k ortonormalitě vektorů {\displaystyle {\boldsymbol {x}}_{1},\dots ,{\boldsymbol {x}}_{n}} následující vztah:
{\displaystyle b_{i,j}={\boldsymbol {x}}_{i}^{\mathsf {H}}{\boldsymbol {Ax}}_{j}={\boldsymbol {x}}_{i}^{\mathsf {H}}\lambda {\boldsymbol {x}}_{j}=\lambda {\boldsymbol {x}}_{i}^{\mathsf {H}}{\boldsymbol {x}}_{j}=\lambda \delta _{i,j}}
kde {\displaystyle \delta _{i,j}} značí Kroneckerovo delta. (Podobně lze zdůvodnit, že i blok nad diagonálou je nulový, nebo využít faktu že i {\displaystyle {\boldsymbol {B}}} je hermitovská:{\displaystyle {\boldsymbol {B}}^{\mathsf {H}}=({\boldsymbol {R}}^{\mathsf {H}}{\boldsymbol {AR}})^{\mathsf {H}}={\boldsymbol {R}}^{\mathsf {H}}{\boldsymbol {A}}^{\mathsf {H}}({\boldsymbol {R}}^{\mathsf {H}})^{\mathsf {H}}={\boldsymbol {R}}^{\mathsf {H}}{\boldsymbol {AR}}={\boldsymbol {B}}}.) Číslo {\displaystyle \lambda } není vlastním číslem matice {\displaystyle {\boldsymbol {C}}}, protože by jinak jeho geometrická násobnost v {\displaystyle {\boldsymbol {B}}} byla větší než v {\displaystyle {\boldsymbol {A}}}, což u podobných matic není možné. V důsledku má {\displaystyle \lambda } v obou maticích stejnou algebraickou násobnost {\displaystyle m}.  

### Diagonalizovatelnost
Použitím postupu z předchozího odstavce na blokovou matici {\displaystyle {\boldsymbol {C}}} lze ukázat, že každá hermitovská matice je diagonalizovatelná, neboli že existují regulární matice {\displaystyle {\boldsymbol {R}}} a reálná diagonální matice {\displaystyle {\boldsymbol {D}}}, pro něž platí:
{\displaystyle {\boldsymbol {R}}^{-1}{\boldsymbol {AR}}={\boldsymbol {D}}}
Sloupce matice {\displaystyle {\boldsymbol {R}}=({\boldsymbol {x}}_{1}\mid \cdots \mid {\boldsymbol {x}}_{n})} tvoří vlastní vektory {\displaystyle {\boldsymbol {x}}_{1},\ldots ,{\boldsymbol {x}}_{n}} matice {\displaystyle {\boldsymbol {D}}=\operatorname {diag} (\lambda _{1},\ldots ,\lambda _{n})} má příslušná vlastní čísla {\displaystyle \lambda _{1},\ldots ,\lambda _{n}} na diagonále. Dvě hermitovské matice si jsou navzájem podobné, právě když mají stejná spektra.  Dvě hermitovské matice lze současně diagonalizovat, právě když jejich součin komutuje.

### Unitární diagonalizace
Vlastní vektory {\displaystyle {\boldsymbol {x}}_{i},{\boldsymbol {x}}_{j}} příslušné dvěma různým vlastním číslům {\displaystyle \lambda _{i}\neq \lambda _{j}} hermitovské matice {\displaystyle {\boldsymbol {A}}} jsou vždy ortogonální, protože:
{\displaystyle \lambda _{i}\langle {\boldsymbol {x}}_{i}|{\boldsymbol {x}}_{j}\rangle =\langle \lambda _{i}{\boldsymbol {x}}_{i}|{\boldsymbol {x}}_{j}\rangle =\langle {\boldsymbol {Ax}}_{i}|{\boldsymbol {x}}_{j}\rangle =\langle {\boldsymbol {x}}_{i}|{\boldsymbol {Ax}}_{j}\rangle =\langle {\boldsymbol {x}}_{i}|\lambda _{j}{\boldsymbol {x}}_{j}\rangle =\lambda _{j}\langle {\boldsymbol {x}}_{i}|{\boldsymbol {x}}_{j}\rangle }
Z předpokladu {\displaystyle \lambda _{i}\neq \lambda _{j}} vyplývá {\displaystyle \langle {\boldsymbol {x}}_{i}|{\boldsymbol {x}}_{j}\rangle =0}. V prostoru {\displaystyle \mathbb {C} ^{n}} lze proto sestavit ortonormální bázi tvořenou vlastními vektory matice {\displaystyle {\boldsymbol {A}}}. V důsledku lze každou hermitovskou matici unitárně diagonalizovat, neboli sestrojit unitární matici {\displaystyle {\boldsymbol {R}}} splňující:
{\displaystyle {\boldsymbol {R}}^{\mathsf {H}}{\boldsymbol {AR}}={\boldsymbol {D}}}
Uvedená reprezentace je podstatou věty o hlavních osách a poskytuje i spektrální rozklad hermitovské matice:
{\displaystyle {\boldsymbol {A}}={\boldsymbol {RDR}}^{\mathsf {H}}=\sum _{i=1}^{n}\lambda _{i}{\boldsymbol {x}}_{i}{\boldsymbol {x}}_{i}^{\mathsf {H}}}

### Singulární rozklad
Ze spektrálního rozkladu {\displaystyle {\boldsymbol {A}}={\boldsymbol {RDR}}^{\mathsf {H}}}vyplývá i singulární rozklad {\displaystyle {\boldsymbol {A}}={\boldsymbol {U\Sigma V}}^{*}={\boldsymbol {R}}|{\boldsymbol {D}}|{\text{sgn}}({\boldsymbol {D}}){\boldsymbol {R}}^{\mathsf {H}}}, volbou {\displaystyle {\boldsymbol {U}}={\boldsymbol {R}}},  {\displaystyle {\boldsymbol {\Sigma }}=|{\boldsymbol {D}}|} a {\displaystyle {\boldsymbol {V}}^{*}=\operatorname {sgn}({\boldsymbol {D}}){\boldsymbol {R}}^{\mathsf {H}}}. Zde symboly {\displaystyle |{\boldsymbol {D}}|} a {\displaystyle {\text{sgn}}({\boldsymbol {D}})} značí diagonální matice, z nichž první obsahuje na diagonále absolutní hodnoty {\displaystyle |\lambda |} a druhá znaménka {\displaystyle {\text{sgn}}(\lambda )} vlastních čísel {\displaystyle \lambda } matice {\displaystyle {\boldsymbol {A}}}. Matice {\displaystyle {\boldsymbol {V}}^{*}=\operatorname {sgn}({\boldsymbol {D}}){\boldsymbol {R}}^{\mathsf {H}}} je unitární, protože sloupce z {\displaystyle {\boldsymbol {R}}^{\mathsf {H}}} se pouze násobí {\displaystyle \pm 1}. Singulární hodnoty hermitovské matice {\displaystyle {\boldsymbol {A}}} jsou tudíž absolutní hodnoty jejích vlastních čísel a tvoří diagonálu matice {\displaystyle |{\boldsymbol {D}}|}.

## Charakteristiky
Z diagonalizace hermitovské matice {\displaystyle {\boldsymbol {A}}\in \mathbb {C} ^{n\times n}} lze pro její stopu odvodit vztah:
{\displaystyle \operatorname {tr} ({\boldsymbol {A}})=\lambda _{1}+\ldots +\lambda _{n}}
a následně i pro její determinant:
{\displaystyle \det({\boldsymbol {A}})=\lambda _{1}\cdots \lambda _{n}}
Stopa a determinant hermitovské matice jsou proto vždy reálné. Hodnost hermitovské matice se rovná počtu nenulových vlastních čísel, zapsáno pomocí Kroneckerovy delty:
{\displaystyle \operatorname {rank} ({\boldsymbol {A}})=n-\left(\delta _{\lambda _{1},0}+\ldots +\delta _{\lambda _{n},0}\right)}
Hermitovská matice je regulární, právě když má všechna vlastní čísla nenulová (což obecně platí i pro matice nad algebraicky uzavřeným tělesem). 
Spektrální norma hermitovské matice je:
{\displaystyle \|{\boldsymbol {A}}\|_{2}=\max\{|\lambda _{1}|,\ldots ,|\lambda _{n}|\}}
a proto se shoduje s jejím spektrálním poloměrem. 
Hodnota Frobeniovy normy vyplývá z normality:
{\displaystyle \|{\boldsymbol {A}}\|_{F}={\sqrt {\lambda _{1}^{2}+\dots +\lambda _{n}^{2}}}}

## Definitnost
Kvadratická forma určená hermitovskou maticí {\displaystyle {\boldsymbol {A}}} řádu {\displaystyle n} je zobrazení {\displaystyle f_{\boldsymbol {A}}:\mathbb {C} ^{n}\to \mathbb {C} } dané výrazem:
{\displaystyle f_{\boldsymbol {A}}({\boldsymbol {v}})={\boldsymbol {v}}^{\mathsf {H}}{\boldsymbol {Av}}=\langle {\boldsymbol {v}}|{\boldsymbol {Av}}\rangle }
Podle toho zdali {\displaystyle f_{\boldsymbol {A}}({\boldsymbol {v}})} nabývá pouze kladných, nezáporných,  nekladných nebo záporných hodnot pro všechna {\displaystyle v\neq \mathbf {0} } se matice {\displaystyle {\boldsymbol {A}}} nazývá pozitivně definitní, pozitivně semidefinitní, negativně  semidefinitní nebo negativně definitní. V ostatních případech, čili když {\displaystyle f_{\boldsymbol {A}}({\boldsymbol {x}})} nabývá kladných i záporných hodnot, je matice {\displaystyle {\boldsymbol {A}}} indefinitní. Definitnost hermitovské matice lze určit ze znamének jejích vlastních čísel. Pokud jsou všechna vlastní čísla kladná, je matice pozitivně definitní, pokud jsou všechna záporná, je matice negativně definitní apod. 
Trojice skládající se z počtu kladných, záporných a nulových vlastních čísel hermitovské matice se nazývá signatura matice. Podle Sylvesterova zákona o setrvačnosti se signatury kongruentních hermitovských matic shodují.

## Rayleighův podíl
Rayleighův podíl {\displaystyle R_{\boldsymbol {A}}({\boldsymbol {v}})} určený hermitovskou maticí {\displaystyle {\boldsymbol {A}}} řádu {\displaystyle n} je pro nenulový vektor {\displaystyle {\boldsymbol {v}}\in \mathbb {C} ^{n}} definován výrazem: 
{\displaystyle R_{\boldsymbol {A}}({\boldsymbol {v}})={\frac {{\boldsymbol {v}}^{\mathsf {H}}{\boldsymbol {Av}}}{{\boldsymbol {v}}^{\mathsf {H}}{\boldsymbol {v}}}}={\frac {\langle {\boldsymbol {v}}|{\boldsymbol {Av}}\rangle }{\langle {\boldsymbol {v}}|{\boldsymbol {v}}\rangle }}}
V oboru reálných čísel je Rayleighův podíl definován pro symetrické matice a hermitovská transpozice {\displaystyle {\boldsymbol {v}}^{\mathsf {H}}} se redukuje na občejnou transpozici {\displaystyle {\boldsymbol {v}}^{\mathsf {T}}}. 
Reyleighův podíl se nemění vůči nenulovým reálným skalárním násobkům, neboli {\displaystyle R_{\boldsymbol {A}}(c{\boldsymbol {x}})=R_{\boldsymbol {A}}({\boldsymbol {x}})} pro všechna {\displaystyle c\in \mathbb {R} \setminus 0}.
Podle Courant-Fischerovy věty poskytuje Rayleighův podíl odhady pro nejmenší a největší vlastní čísla hermitovské matice, protože pro všechny {\displaystyle {\boldsymbol {v}}\in \mathbb {C} ^{n}\setminus \mathbf {0} } platí:
{\displaystyle \min\{\lambda _{1},\ldots ,\lambda _{n}\}\leq R_{\boldsymbol {A}}({\boldsymbol {v}})={\frac {\langle {\boldsymbol {v}}|{\boldsymbol {Av}}\rangle }{\langle {\boldsymbol {v}}|{\boldsymbol {v}}\rangle }}\leq \max\{\lambda _{1},\ldots ,\lambda _{n}\}}
Rovnost nastává, právě když {\displaystyle {\boldsymbol {v}}} je vlastní vektor příslušný nejmenšímu, resp. největšímu vlastnímu číslu. Nejmenší a největší vlastní čísla hermitovské matice lze určit minimalizací nebo maximalizací Rayleighova podílu. 
Další možnost odhadu vlastních čísel nabízejí Geršgorinovy kruhy, které mají pro hermitovské matice tvar intervalů na reálné přímce.

## Použití

### Soustavy lineárních rovnic
Řešení soustavy lineárních rovnic {\displaystyle {\boldsymbol {Ax}}={\boldsymbol {b}}} s hermitovskou maticí soustavy {\displaystyle {\boldsymbol {A}}} je možné získat pomocí rozkladu {\displaystyle {\boldsymbol {A}}={\boldsymbol {LDL}}^{\mathsf {H}}}, kde {\displaystyle {\boldsymbol {L}}} je dolní trojúhelníková s jedničkami na diagonále a {\displaystyle {\boldsymbol {D}}} je diagonální. Rozklad se využívá např. při Choleského rozkladu pozitivně definitních matic.  
Moderní metody  numerických řešení rozsáhlých soustav lineárních rovnic s řídkou hermitovskou maticí soustavy nabízejí např. metody CG a MINRES.

### Polární rozklad
Každou čtvercovou matici {\displaystyle {\boldsymbol {A}}} má polární rozklad {\displaystyle {\boldsymbol {A}}={\boldsymbol {QP}}}, kde {\displaystyle {\boldsymbol {Q}}} je unitární a {\displaystyle {\boldsymbol {P}}} ke pozitivně semidefinitní. Matici {\displaystyle {\boldsymbol {P}}} lze získat jako druhá odmocnina z {\displaystyle {\boldsymbol {A}}^{\mathsf {H}}{\boldsymbol {A}}}. V případě, že {\displaystyle {\boldsymbol {A}}} je regulární, je matice {\displaystyle {\boldsymbol {P}}} pozitivně definitní a polární rozklad je jednoznačně dán výrazem {\displaystyle {\boldsymbol {Q}}={\boldsymbol {AP}}^{-1}} .

### Kvantová mechanika
V kvantové mechanice popisují hermitovské matice operátory s reálnými vlastními čísly. Vlastní číslo {\displaystyle a} operátoru {\displaystyle {\hat {A}}} v nějakém kvantovém stavu {\displaystyle |\psi \rangle } je jedním z možných výsledků měření operátoru a z povahy měření je nutné, aby jeho hodnotou bylo reálné číslo.
Pauliho matice používané v kvantové mechanice
{\displaystyle \sigma _{1}=\sigma _{x}={\begin{pmatrix}0&1\\1&0\end{pmatrix}},\quad \sigma _{2}=\sigma _{y}={\begin{pmatrix}0&-\mathrm {i} \\\mathrm {i} &0\end{pmatrix}},\quad \sigma _{3}=\sigma _{z}={\begin{pmatrix}1&0\\0&-1\end{pmatrix}}}
jsou hermitovské a mají nulovou stopu. Pauliho matice se mimo jiné používají k popisu isospinových symetrií. Gell–Mannovy matice jsou hermitovské matice řádu 3 používané v kvantové chromodynamice.

### Další aplikace
Při zpracování signálu se hermitovské matice používají v úlohách, jako je Fourierova analýza a reprezentace signálu. Zde vlastní čísla a vlastní vektory hermitovských matic hrají klíčovou roli při analýze signálů a získávání smysluplných informací.
Hermitovské matice jsou široce studovány v lineární algebře a numerické analýze. Mají dobře definované spektrální vlastnosti a mnoho numerických algoritmů, jako např. Lanczosův algoritmus, využívá tyto vlastnosti pro efektivní výpočty. 
Ve statistice a strojovém učení se hermitovské matice používají v kovariančních maticích, kde představují vztahy mezi různými proměnnými. Pozitivně definitní kovarianční matice zajišťují dobře definovanou multivariační distribuci.
Hermitovské matice se používají coby kanálové matice při návrhu a analýze komunikačních systémů, zejména v oblasti systémů s více vstupy a více výstupy (MIMO). 
Hermitovské matice se v teorii grafů používají ke studiu spekter grafů. Hermitovská Laplaceova matice je v tomto kontextu klíčovým nástrojem, protože se používá k analýze spekter smíšených grafů. Hermitovská matice sousednosti smíšeného grafu hraje roli při studiu energií smíšených grafů.